# آسن گئورگیف
آسن گئورگیف (انگلیسی: Asen Georgiev؛ زادهٔ ۹ ژوئیهٔ ۱۹۹۳) بازیکن فوتبال اهل بلغارستان است.
از باشگاه‌هایی که در آن بازی کرده است می‌توان به باشگاه فوتبال لفسکی صوفیه اشاره کرد.